# 1903 en Suisse
Chronologie de la Suisse
- 1899
- 1900
- 1901
- 1902
- 1903
- 1904
- 1905
- 1906
- 1907

Chronologie de la Suisse
1902 en Suisse - 1903 en Suisse - 1904 en Suisse

## Gouvernement au1erjanvier 1903
- Conseil fédéral[1]
  - Adolf Deucher (PRD), président de la Confédération
  - Robert Comtesse (PRD), vice-président de la Confédération
  - Eduard Müller (PRD)
  - Ludwig Forrer (PRD)
  - Marc-Emile Ruchet (PRD)
  - Ernst Brenner (PRD)
  - Joseph Zemp (PDC)

## Évènements
Jeudi 22 janvier 
- Partis six jours plus tôt de Chamonix, quatre skieurs français atteignent Zermatt (VS), inaugurant ainsi l’itinéraire hivernal de la Haute Route.

 Lundi 23 février 
- Mise en service de la ligne de chemin de fer à voie étroite du Régional du Val-de-Ruz, entre Les Hauts-Geneveys et Villiers (NE).

 Mercredi 4 mars 
- Inauguration du Technicum du Locle (NE).

 Dimanche 15 mars 
- Votations fédérales. Le peuple approuve, par 332 001 oui (59,6 %) contre 225 123 non (40,4 %), la loi fédérale sur le tarif des douanes.

 Mardi 14 avril 
- Début des festivités du centenaire du canton de Vaud avec un spectacle intitulé Peuple vaudois de Henri Warnery.

 Vendredi 1er mai 
- La Confédération rachète la compagnie ferroviaire du Jura-Simplon.

 Lundi 1er juin 
- Mise en service du tronçon Reichenau-Disentis des Chemins de fer rhétiques, reliant la vallée du Rhin supérieur (GR) au réseau ferroviaire helvétique.

 Samedi 20 juin 
- Les Chambres fédérales approuvent la nouvelle loi sur le travail du samedi.

 Dimanche 21 juin 
- Un express heurte une locomotive de manœuvre à Palézieux (VD). Six personnes sont tuées dans l’accident.

 Mardi 30 juin 
- Après avoir été arrêté comme agitateur socialiste, Benito Mussolini est expulsé du territoire suisse au poste frontière de Chiasso (TI).

 Samedi 4 juillet 
- Début des festivités du centenaire de l’entrée du canton de Vaud) dans la Confédération.

 Dimanche 19 juillet 
- Fondation à Moutier (BE), de Pro Jura, la plus ancienne association touristique de Suisse romande.

 Samedi 8 août 
- Inauguration du funiculaire Saint-Imier-Mont-Soleil.

 Mercredi 9 septembre 
- Mise en service du tronçon Thusis-Celerina des Chemins de fer rhétiques, reliant l’Engadine (GR) au réseau ferroviaire helvétique.

 Vendredi 25 septembre 
- Ouverture du Théâtre municipal de Berne, avec une représentation de Tannhäuser, de Richard Wagner.

 Dimanche 25 octobre 
- Votations fédérales. Le peuple rejette, par 295 085 non (75,65 %) contre 95 131 oui (24,4 %), l’Initiative populaire « Élection du Conseil national basée sur la population de nationalité suisse ».
- Votations fédérales. Le peuple rejette, par 264 085 non (69,2 %) contre 117 694 oui (30,8 %), la Loi fédérale complétant le code pénal fédéral du 4 février 1853.
- Votations fédérales. Le peuple rejette, par 228 094 non (59,3 %) contre 156 777 oui (40,7 %), l’arrêté fédéral portant modification de l'article 32bis de la constitution fédérale.

 Lundi 26 octobre 
- Les Chambres fédérales approuvent la création d’un Bureau central de police, premier organisme de police au niveau fédéral

 Samedi 31 octobre 
- Ouverture à la circulation du Pont du Mont-Blanc à Genève.

 Mardi 17 novembre 
- Premier numéro du tri-hebdomadaire Nouvelliste valaisan, publié à Saint-Maurice (VS).

 Samedi 28 novembre 
- Premier numéro du Journal et feuille d’avis du Valais et de Sion, publié à Sion.

 Mercredi 2 décembre 
- Louis Perrier (PRD) est élu au Conseil d’Etat du Canton de Neuchâtel.

- La Poste met en service des automobiles pour le transport du courrier sur quelques parcours.

## Décès
- 26 janvier : Pierre Coullery, médecin et homme politique à La Chaux-de-Fonds (NE), à l’âge de 83 ans.
- 13 février : Oscar Huguenin, écrivain, à Boudry (NE), à l’âge de 60 ans.
- 14 février : Georges Berthoud, banquier, à Colombier (NE), à l’âge de 84 ans.

- 30 mars : Jean-Jacques Mercier-Marcel, homme d’affaires, promoteur du funiculaire Ouchy-Lausanne, à Nice, à l’âge de 76 ans.
- 4 septembre : Félix Bovet, professeur, théologien et directeur de bibliothèque, à Boudry (NE), à l’âge de 78 ans.
- 14 septembre : Ernst Stückelberger, peintre, auteur des fresques de la Chapelle de Guillaume Tell à Sisikon (UR), à Bâle, à l’âge de 72 ans.

- 16 décembre : Jean Dufour, professeur, spécialiste de renommée internationale dans la lutte contre les parasites de la vigne, à Yverdon-les-Bains, à l’âge de 43 ans.